# オニゼンマイ

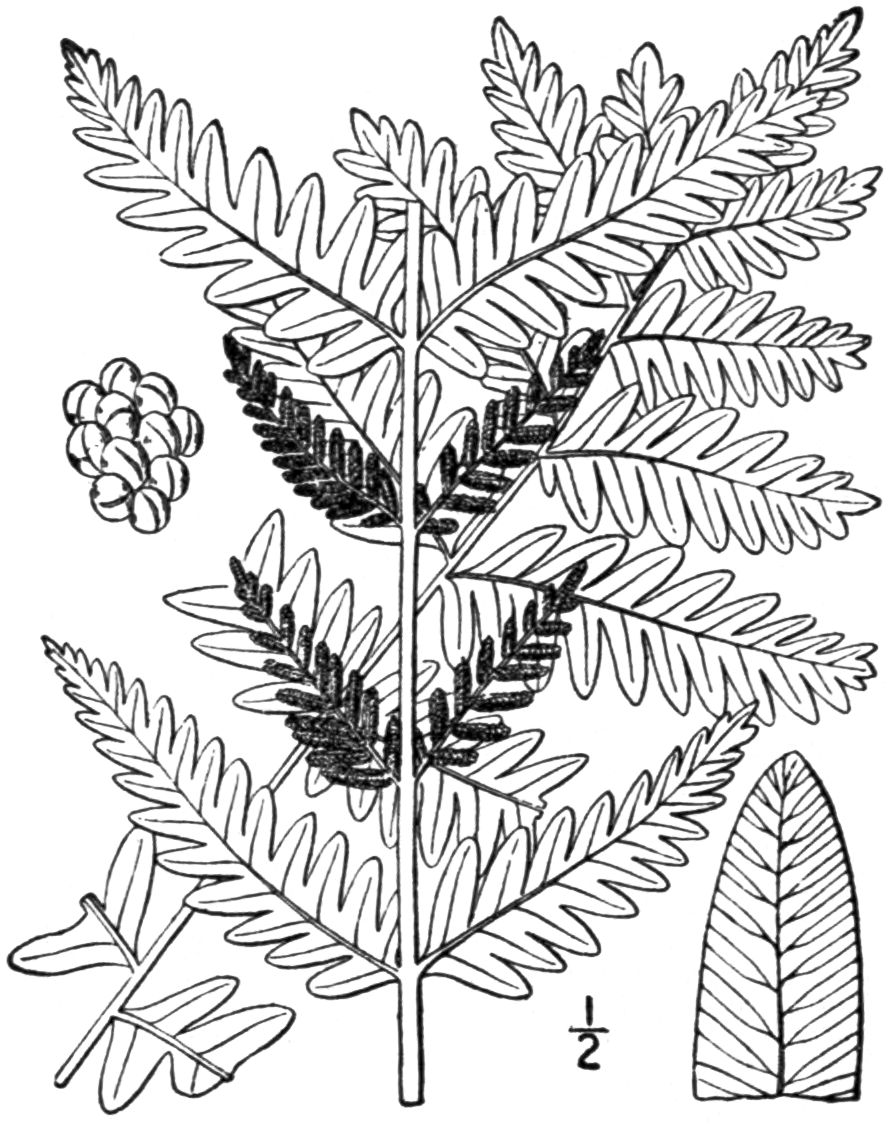
図版

オニゼンマイ Osmunda claytoniana L. は、ゼンマイ科のシダ植物の1つ。ヤマドリゼンマイに似るが、胞子葉と栄養葉を出す2形性を示さず、1回羽状の葉の中程の羽片だけが胞子葉になる。

## 特徴
夏緑性の多年生の草本。やや大型になる。根茎は斜めに立ち、そこに葉を互いに接して出す。葉はほぼ直立する。葉柄は長さ15～20cmで葉身より短く、緑色で始め綿毛に覆われ、成長の後にもこれが残る。綿毛は灰白色から灰褐色を帯びる。葉身は長さ30～40cm、幅15～25cmで2回羽状深裂となっている。概形としては狭長楕円形で先端は鋭く尖るか突き出して尖る。通常の羽片は白緑色をしており、線状披針形で先端は突き出して尖り、大きいものは長さ25cm、幅3.5cmを越える。羽片の裂片は羽軸に対して2/3まで切れ込み、その先端は丸く、縁は滑らかで縁に毛はない。
胞子嚢を付ける場合、通常の葉の中央から基部側の2～5対の羽片が胞子葉となる、部分的な2形を示す。胞子を付ける羽片は通常のものの約1/3の長さで、裂片は縮み、その全面に胞子嚢を付ける。胞子が散布されたあとは黒褐色となり、その後枯れ落ちる。胞子は四面体形で緑色をしている。
和名は鬼ゼンマイで胞子葉をつけた葉の様子が豪壮であるためである。

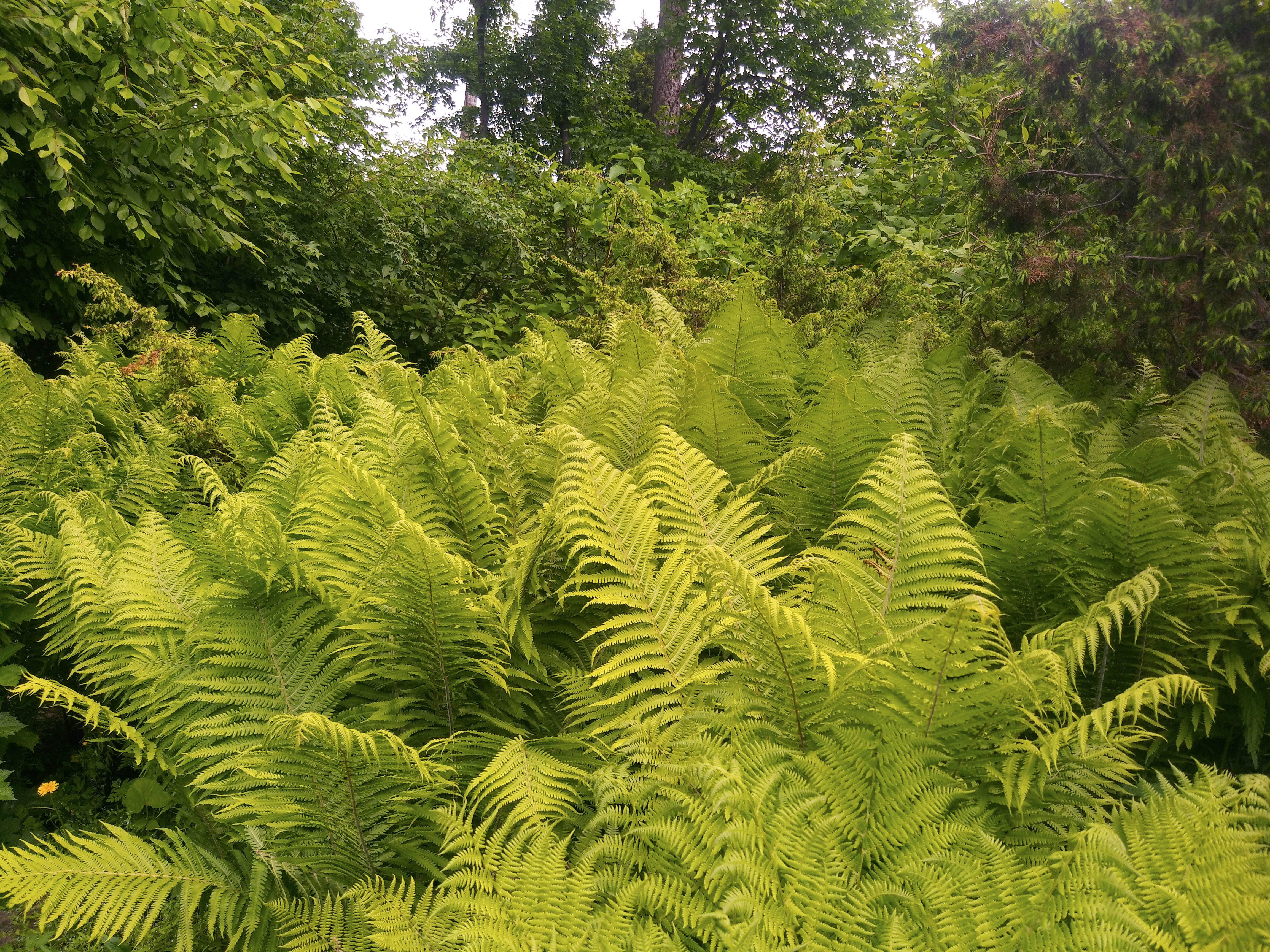
湿原に群落を作っている様子
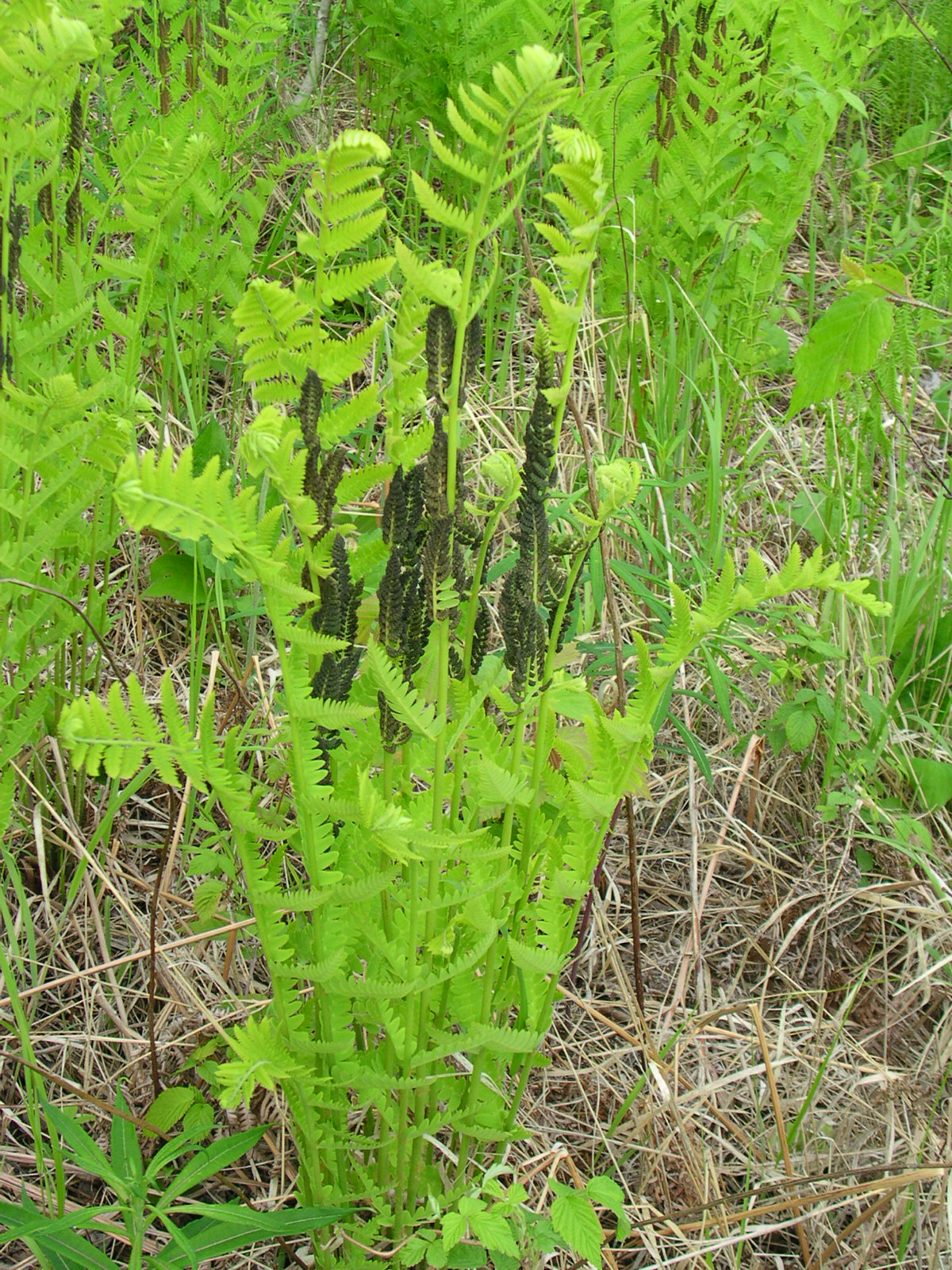
新葉の伸びるところ
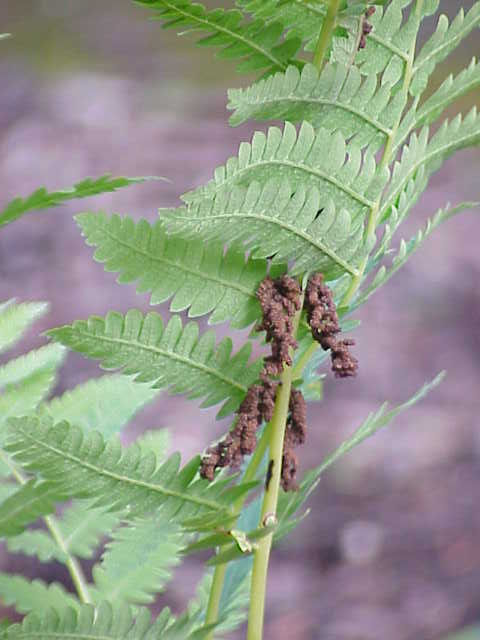
胞子葉の部分は早くに枯れ落ちる。

## 分布と生育環境
日本では本州のみ、それも福島県、関東地方、中部地方に限定して分布し、国外ではロシア極東地方、朝鮮、中国、南アジア、北アメリカ東部に分布する。いわゆる周北要素の一つとされる。
日向の湿地に生じる。山間部の湿地に生育する。

## 分類・類似種など
本種はきわめてヤマドリゼンマイ Osmundastrum cinnamomeum に似ており、古くから近縁なものとされて来た。本種をこの種と共にゼンマイとは別属のヤマドリゼンマイ属 Osmundastrum としたこともあるし、ゼンマイ属に含めながらもこの種と共にヤマドリゼンマイ亜属 subgen.  Osmundastrum とする扱いもなされた。要するに本種とこの種が近縁であり、ゼンマイにも近縁ではあるが、若干類縁が遠い別の群をなす、との判断であった。しかし分子系統を含む近年の見直しでヤマドリゼンマイはゼンマイ属から外れること、それに対して本種に関してはその外見の類似にもかかわらず、この種とは遠く、むしろゼンマイ属に含まれることが判明した。
本種は1回羽状複葉で羽片が深く裂ける点で日本産の同属の種からは容易に見分けられる。よく似ているのは上記のようにヤマドリゼンマイであるが、成熟した株ならば胞子葉の姿で容易に区別がつく。本種の胞子形成部が栄養葉と同じ形の葉の中程の羽片に集中する、いわゆる部分2形を示すのに対して、ヤマドリゼンマイでは胞子葉は栄養葉と完全に区別され、栄養葉より早くに出て先に枯れる。ただし栄養葉のみでは判別が難しい場合があるといい、牧野原著(2017)ではその記述(12行)の半分以上(8行)をその違いを説明するのに使っている。加藤(1997)ではこの2種の違いとして羽片の先端が本種では急に狭まり、ヤマドリの方は徐々に狭まる点をあげている。
2016年現在の系統的な判断では日本産ゼンマイ属の内で本種は一番基底で分岐したことになっているが、ヤマドリゼンマイはそのさらに下で分岐したこととなっている。
ゼンマイと本種の雑種と疑われるコゼンマイ O. nipponica が群馬県赤城山で採集されているが、一度採集されたのみで標本は栄養葉のみと、検証の難しい状況にある。

## 保護の状況
環境省のレッドデータブックには取り上げられておらず、県別では福島県と埼玉県、神奈川県で指定がある。いずれも分布域の周辺部と思われる。